# Bolostromus panamanus
Bolostromus panamanus là một loài nhện trong họ Cyrtaucheniidae. Loài này phân bố ờ Panama.